# Phaenicophaeus tristis
El  malcoha sombrío (Phaenicophaeus tristis) es una especie de ave no parásita de la familia Cuculidae.

## Descripción
Las aves son de color negro azulado con una larga cola con puntas blancas. El pico es prominente y curvo.

## Hábitat y distribución
Estas aves se encuentran en matorrales secos y pequeños bosques. Puede encontrarse en la península del Indostán e Indochina. Aunque su población no ha sido cuantificada se considera que es un ave común o muy común en gran parte de sus zonas de distribución y se sospecha que la población permanece estable.